# Centracanthidae
Centracanthidae é uma família de peixes da subordem Percoidei, superfamília Percoidea.

## Géneros
Existem 9 espécies em 2 géneros:
- Género Centracanthus
  - Centracanthus cirrus (Rafinesque, 1810)
- Género Spicara
  - Spicara alta (Osório, 1917)
  - Spicara australis (Regan, 1921)
  - Spicara axillaris (Boulenger, 1900)
  - Spicara maena (Linnaeus, 1758)
  - Spicara martinicus (Valenciennes, 1830)
  - Spicara melanurus (Valenciennes, 1830)
  - Spicara nigricauda (Norman, 1931)
  - Spicara smaris (Linnaeus, 1758)